# Tatra T-301
De Tatra T-301 is een Tsjechoslowaaks laagdekker sportvliegtuig gebouwd door Tatra. De T-301 is ontworpen onder leiding van ingenieur Karel Tomáš en is een verdere ontwikkeling op de T-001, T-101 en T-201.

## Specificaties
- Bemanning: 1, de piloot
- Capaciteit: 1 passagier
- Lengte: 6,9 m
- Spanwijdte: 10 m
- Vleugeloppervlak: 13,2 m2
- Leeggewicht: 450 kg
- Startgewicht: 720 kg
- Motor: 1× een door Tatra gebouwde Hirth HM 504 motor, 70 kW (95 pk)
- Maximumsnelheid: 220 km/h
- Kruissnelheid: 195 km/h
- Vliegbereik: 1 200 km
- Dienstplafond: 5 500 m